# Награда Лепосава Мијушковић
Награда Лепосава Мијушковић додељује се домаћем писцу за најбољу причу са ЛГБТ тематиком, написану на српском језику. Награду од 2017. године додељују магазини Оптимист и Bookvar, уз покровитељство Министарства културе и информисања и Службеног гласника.

## Историјат
Конкурс за награду је први пут расписан крајем 2016, те је награда први пут додељена 2017. године. Наредне две године није додељивана, да би била поново успостављена 2020. Године 2022. конкурс је расписан поводом Међународног дана борбе против хомофобије, бифобије и трансфобије. Награда је назив понела у част књижевнице Лепосаве Мијушковић, зачетнице српске књижевности са ЛГБТ тематиком.
Рок за слање прича је Дан поноса — 27. јун, а у избор улазе све кратке форме, које жанровски могу бити путописи, хорори, научна фантастика, трилери, комедије, драме, аутобиографије и друго. Главни предуслов је да се баве ЛГБТ тематиком.
Награда доноси лауреатима одређене новчане износе, као и повељу са ликом Лепосаве Мијушковић. Приче које су ушле у шири избор објављују се сваке године у оквиру збирке која носи назив по победничкој причи. Награду додељује жири.

## Добитници
У табели су приказане и приче које су ушле у најужи избор за награду.
| Прича                  | Писац            |
| ---------------------- | ---------------- |
| Имам нешто да ти кажем | Душан Радаковић  |
| Најтеже пријатељима    | Игор Маројевић   |
|                        | Душан Недељковић |
| Недеља                 | Димитрије Војнов |
| Убица                  | Драган Јовићевић |

| Прича                             | Писац            |
| --------------------------------- | ---------------- |
| Писмо за Естебана                 | Немања Илић      |
| Појединости у приказу лица и тела | Никола Живановић |
| Алмодовар                         | Марија Кртинић   |
| Анђелко                           | Бојан Кривокапић |

| Прича                  | Писац            |
| ---------------------- | ---------------- |
| Нико више не иде у рај | Сара Сарић       |
| Улица Пипац            | Бојан Кривокапић |
| Сведоци                | Вера Куртић      |
| Све наше што сте имали | Немања Илић      |
| Обећање                | Милан Живановић  |

| Прича                                  | Писац            |
| -------------------------------------- | ---------------- |
| Рутава Мара                            | Милош Перишић    |
| Монструм                               | Драган Јовићевић |
| Дуга изнад салаша                      | Неира Фазловић   |
| Срећно вам саучешће, Карамело Острошки | Немања Гојковић  |
| Заборави Алину                         | Аида Шечић       |

| Прича                  | Писац                |
| ---------------------- | -------------------- |
| Српско национално биће | Душан Маљковић       |
| Благо                  | Миодраг Стошић       |
| Док си ти био далеко   | Тамара Ђурђевић      |
| Ће да прође            | Никола Петровић      |
| Геј који то није био   | Стефан М. Младеновић |

| Прича                | Писац           |
| -------------------- | --------------- |
| Балетске ноге        | Милан Живановић |
|                      | Марија Опалић   |
| Сестра Леке Капетана | Милана Грбић    |
| Бескрајна            | Неира Фазловић  |
| Мртваја              | Ненад Митровић  |